# Jwaneng
Jwaneng è una città del Botswana, con una popolazione di 54 831 abitanti. Si trova nel distretto Meridionale.

## Geografia
Da un punto di vista amministrativo, costituisce un'entità di primo livello insieme alle altre 5 maggiori città: Gaborone, Francistown, Selebi Pikwe, Lobatse e Sowa Town.

## Economia
Nella città è situata la miniera di diamanti più ricca del mondo.

## Località
- Industrial Area
- Jwaneng Mall
- Keng Area
- Kgalagadi Area
- Molopo Area
- Naga mpha Batho Squatter Cam
- Ngami Area
- Senthumole Squatter Camp
- Show Ground
- Unit 6/7